# 變種章鯊大戰鯨死狼
《變種章鯊大戰鯨死狼》（英語：Sharktopus vs. Whalewolf）是一部2015年美國怪獸科幻恐怖電視電影，由凱文·歐尼爾執導，羅傑·柯曼監製，電視頻道Syfy原創製作；卡斯柏·范狄恩、凱薩琳·歐森柏格和遠藤明里主演。故事敘述當一位博士利用基因混合製造出了一隻殺人鯨和狼結合的「鯨死狼」，而使牠在城市造成混亂並與章鯊展開對決。該片於2015年7月19日在Syfy上首播。《變種章鯊大戰鯨死狼》在美國未發行DVD，但仍可於其他地區取得其DVD。

## 劇情
可怕的怪物「章鯊」逃到了多米尼加共和國的水域中；此時，一位叫提尼的巫毒教士招募了酗酒成性的雷船長和其助手帕布洛來獲得章鯊的心臟。同時，瘋狂的科學家萊因哈特博士將殺人鯨和狼的基因結合，而使過氣的棒球選手菲利克斯突變成凶暴的「鯨死狼」。鯨死狼在城市造成騷動的同時，也與章鯊展開爭鬥。

## 演員
- 卡斯柏·范狄恩飾演雷
- 凱薩琳·歐森柏格飾演萊因哈特博士
- 遠藤明里（英语：Akari Endo）飾演妮塔·莫拉萊斯警官
- 豪爾赫·愛德華多·德洛斯·桑托斯飾演帕布洛
- 珍妮佛·溫格飾演貝蒂
- 托尼·阿爾蒙特飾演提尼
- 馬里奧·阿圖羅·埃爾南德斯飾演菲利克斯·羅沙

## 外部連結
- 互联网电影数据库（IMDb）上《變種章鯊大戰鯨死狼》的资料（英文）